# Kolumny maryjne w hrabstwie kłodzkim
Kolumny maryjne w hrabstwie kłodzkim – kolumny maryjne  z XVII–XIX w. w hrabstwie kłodzkim, częściowo wpisane do rejestru zabytków nieruchomych województwa dolnośląskiego.

## Miejscowości z kolumnami
1. Bystrzyca Kłodzka, z 1710, przy ul. Okrzei / Sienkiewicza
2. Domaszków, z połowy XVIII w., przy ul. Międzyleskiej[2]
3. Duszniki-Zdrój
4. Gorzanów, z 1738, na cmentarzu parafialnym[3]
5. Idzików, (Immaculata) z 1738, przy domu nr 131[4]
6. Jaszkowa Dolna, z 1833,  przy przystanku autobusowym
7. Jaszkowa Górna, przy drodze do Ołdrzychowic Kł.[5]
8. Kłodzko, z 1680, przy pl. Bolesława Chrobrego
9. Lądek Zdrój, z 1804, przy ul. Kłodzkiej i stacji paliw[6]
10. Lądek Zdrój, z 1887 przy kaplicy NMP
11. Lewin Kłodzki, z 1687, przy pl. Kościuszki (rynek)[7]
12. Międzylesie z 1698, na Rynku
13. Nowa Ruda (cmentarz)
14. Nowa Ruda (pl. Matejki)
15. Nowy Waliszów, z 1752, przy domu nr 68[8]
16. Piszkowice, przy drodze do Korytowa[9]
17. Radków
18. Ratno Dolne, z XVIII w. z herbem[10], zamek[11][12]
19. Roztoki, z 1749, przy domu nr 50[13][14]
20. Różanka, z 1922, przy drodze do Niemojowa, beton[15]
21. Stara Łomnica, z XVIII w. przy drodze do Starkówka[16]
22. Stary Wielisław, z 1855, na zachód od domu 119[17]
23. Szalejów Dolny, z 1833[18]
24. Szczytna, przed kościołem św. Jana Chrzciciela[19]
25. Wambierzyce
26. Wójtowice, (Immaculata) z 1803, przy domu nr 7[20]
27. Żelazno, z 1711, na skrzyżowaniu dróg do Kłodzka[21]

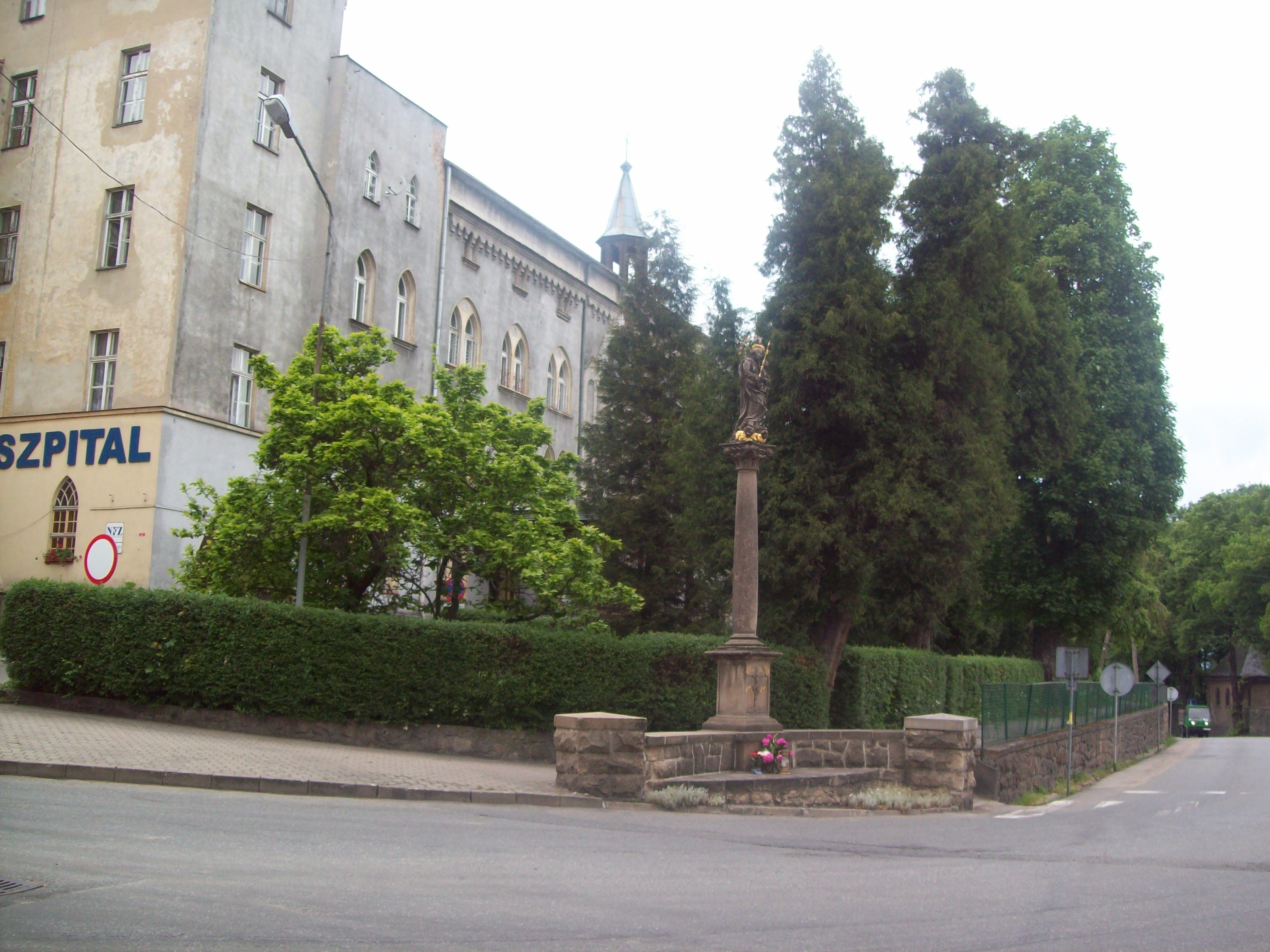
Bystrzyca Kłodzka, z 1710
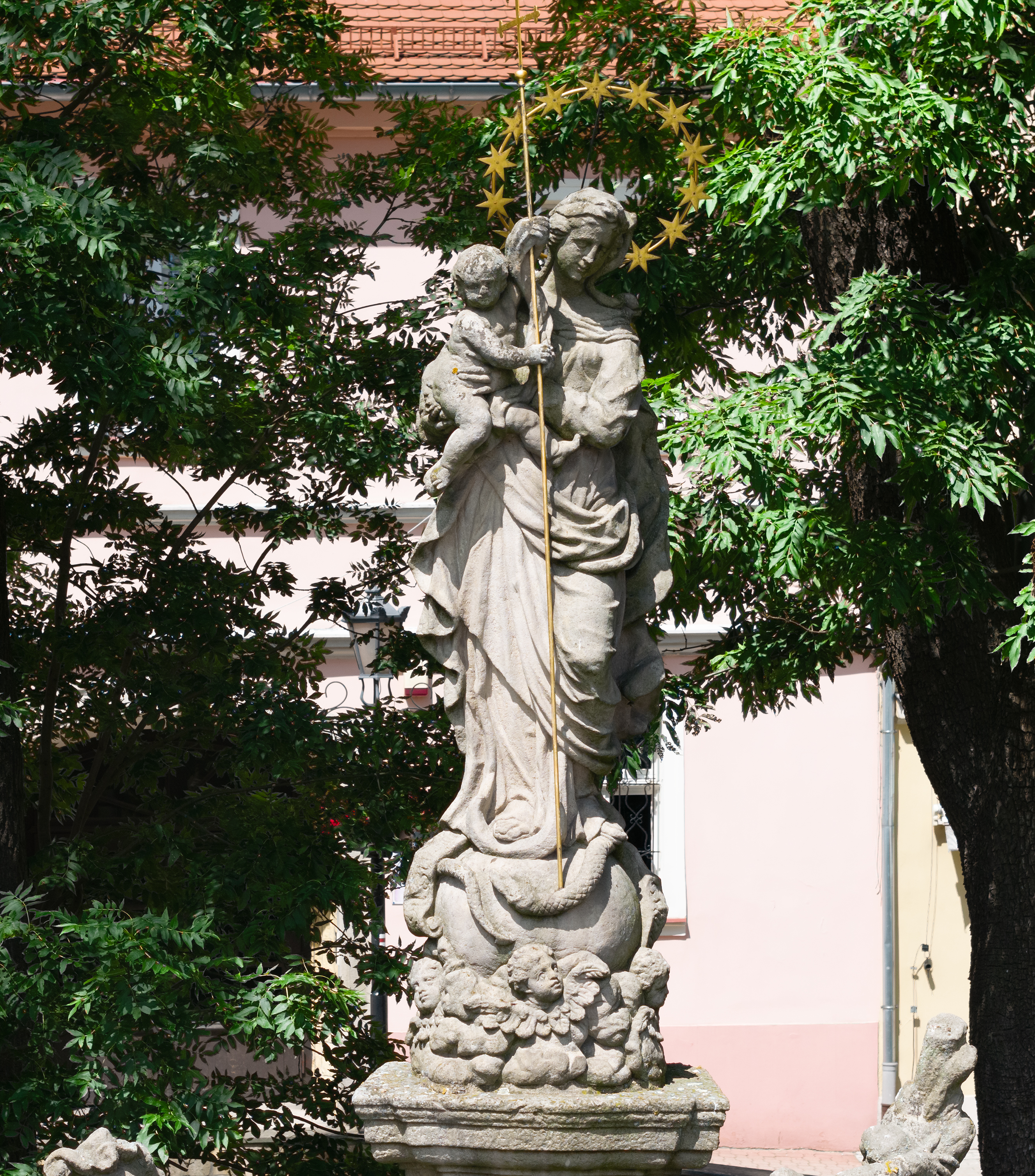
Duszniki-Zdrój
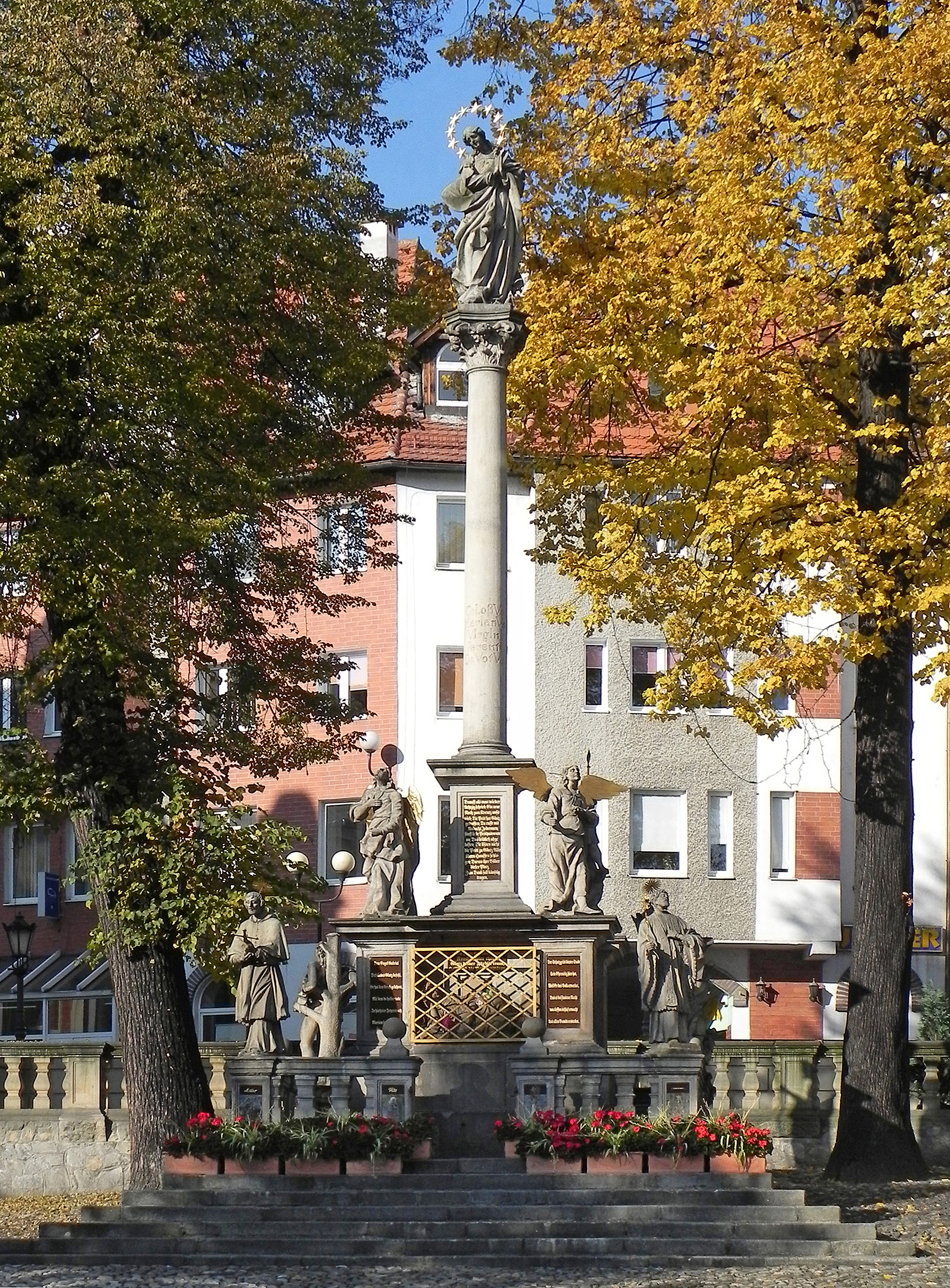
Kłodzko
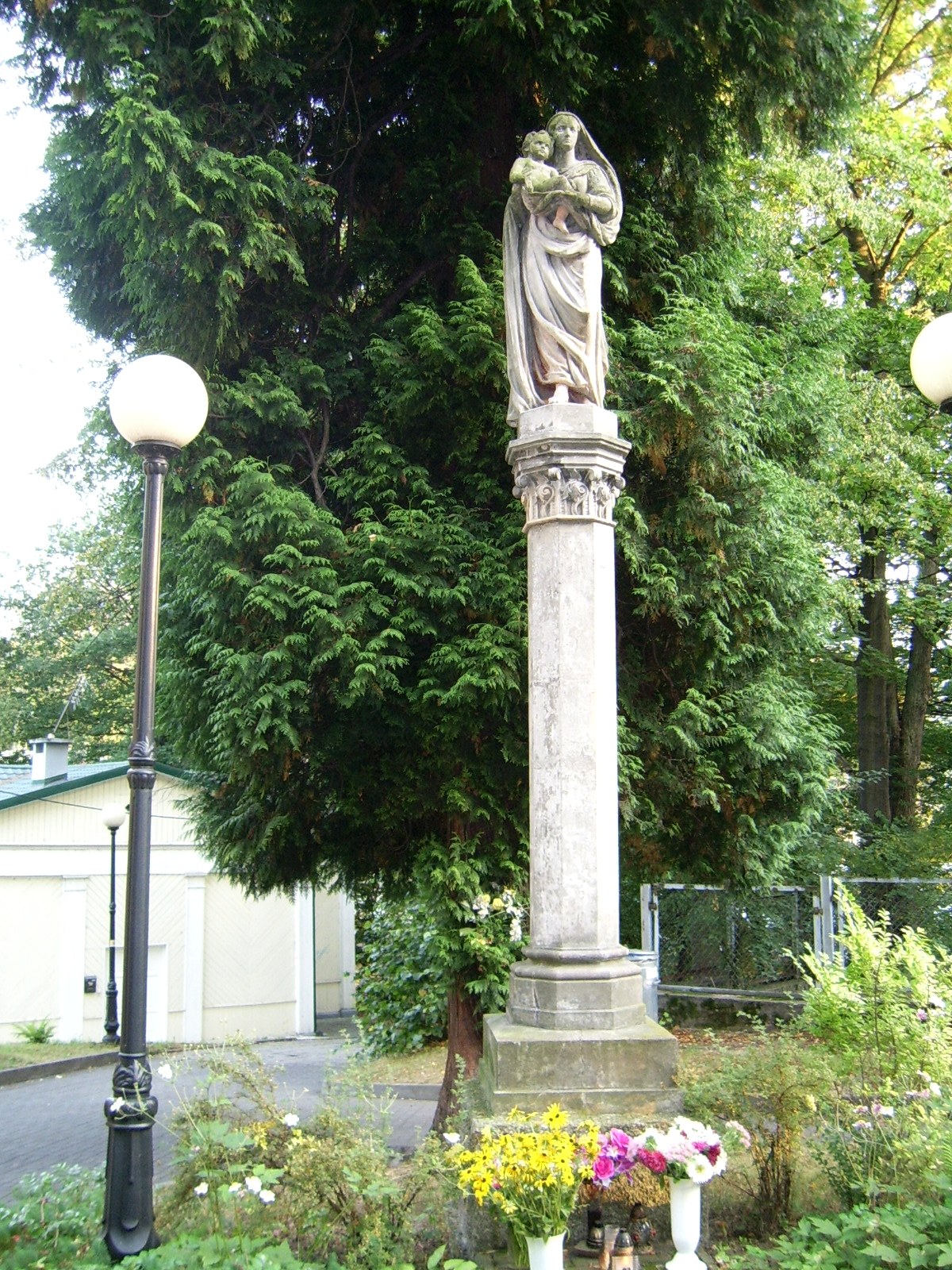
Lądek Zdrój
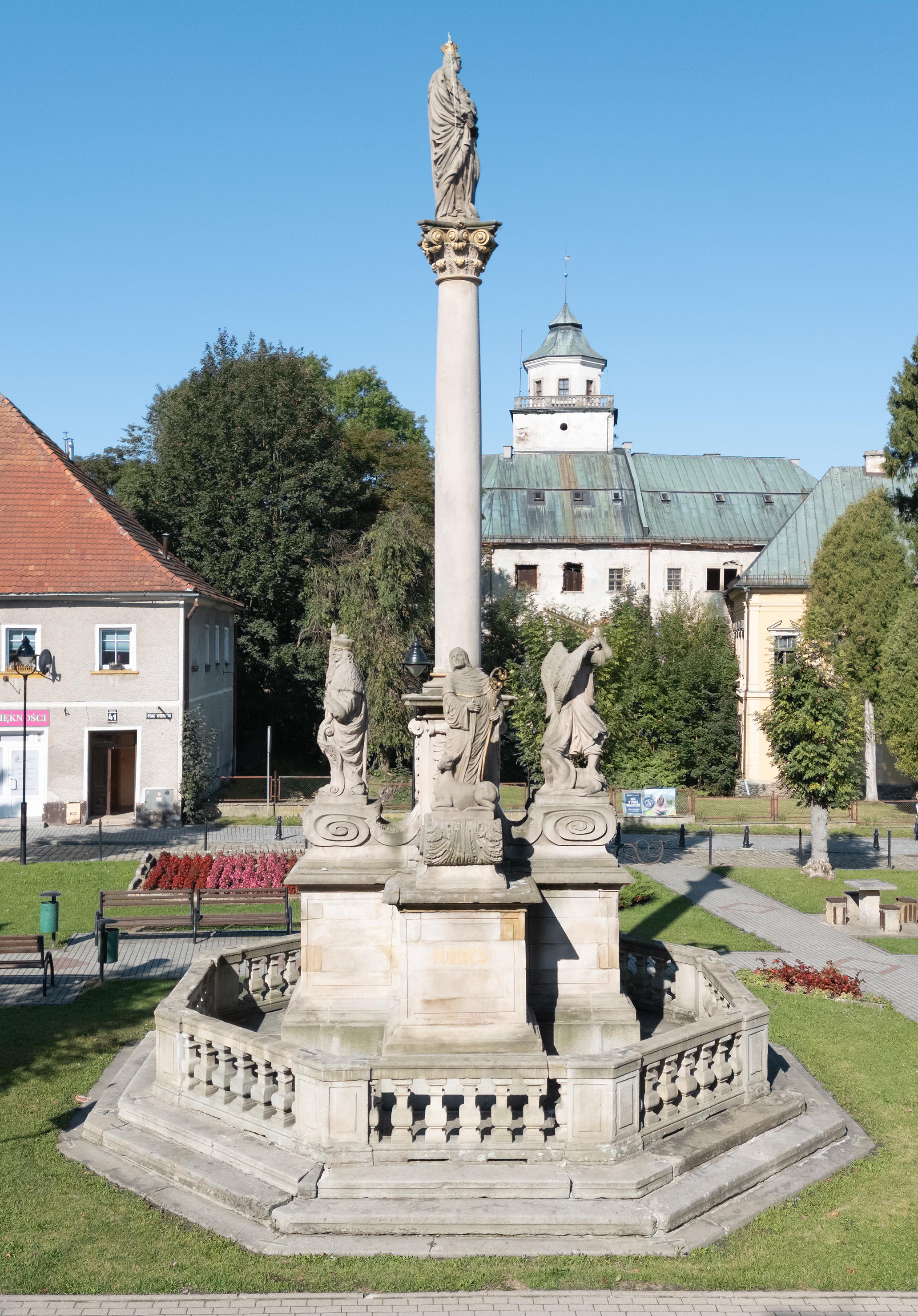
Międzylesie
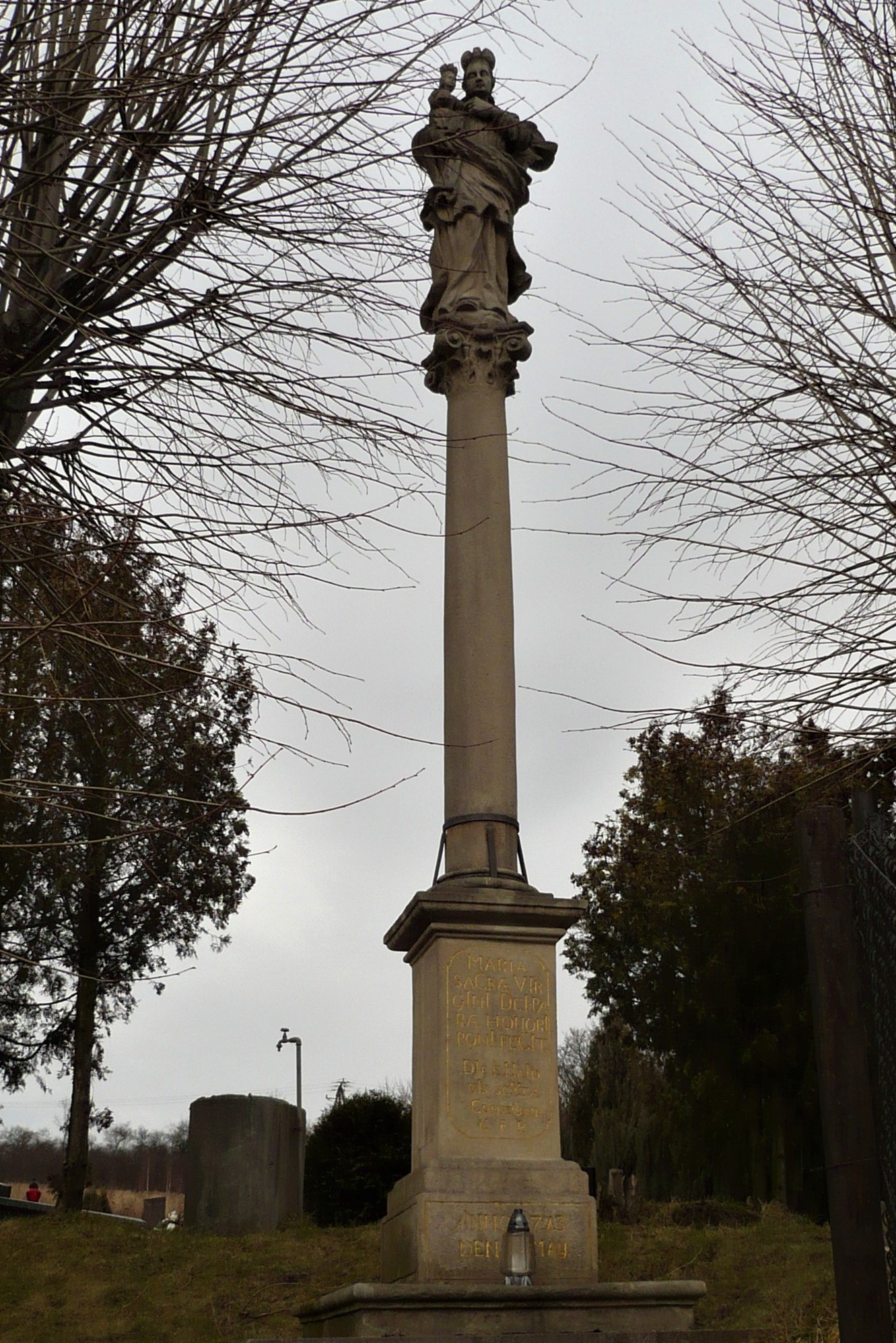
Nowa Ruda (cmentarz)
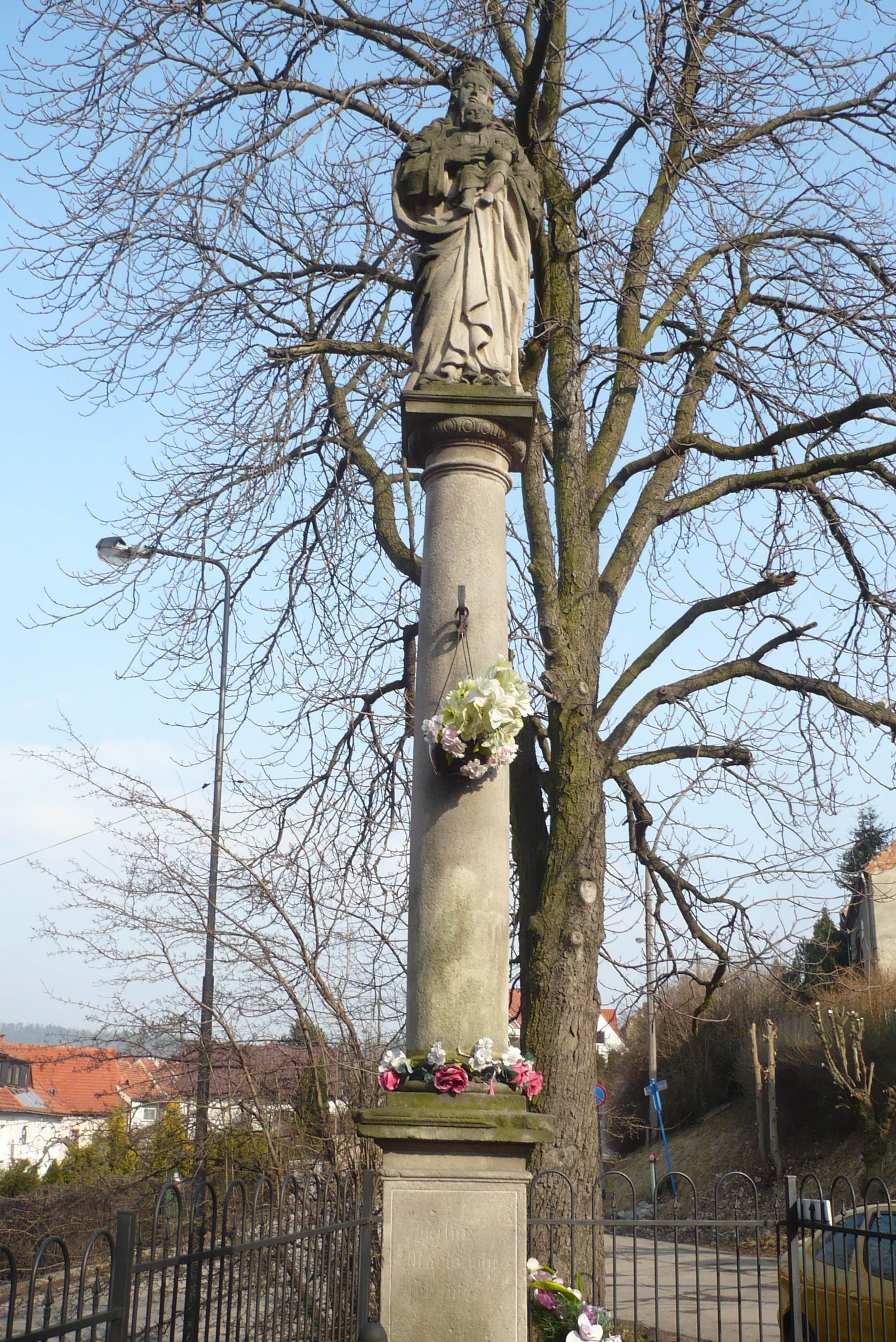
Nowa Ruda (pl. Matejki)
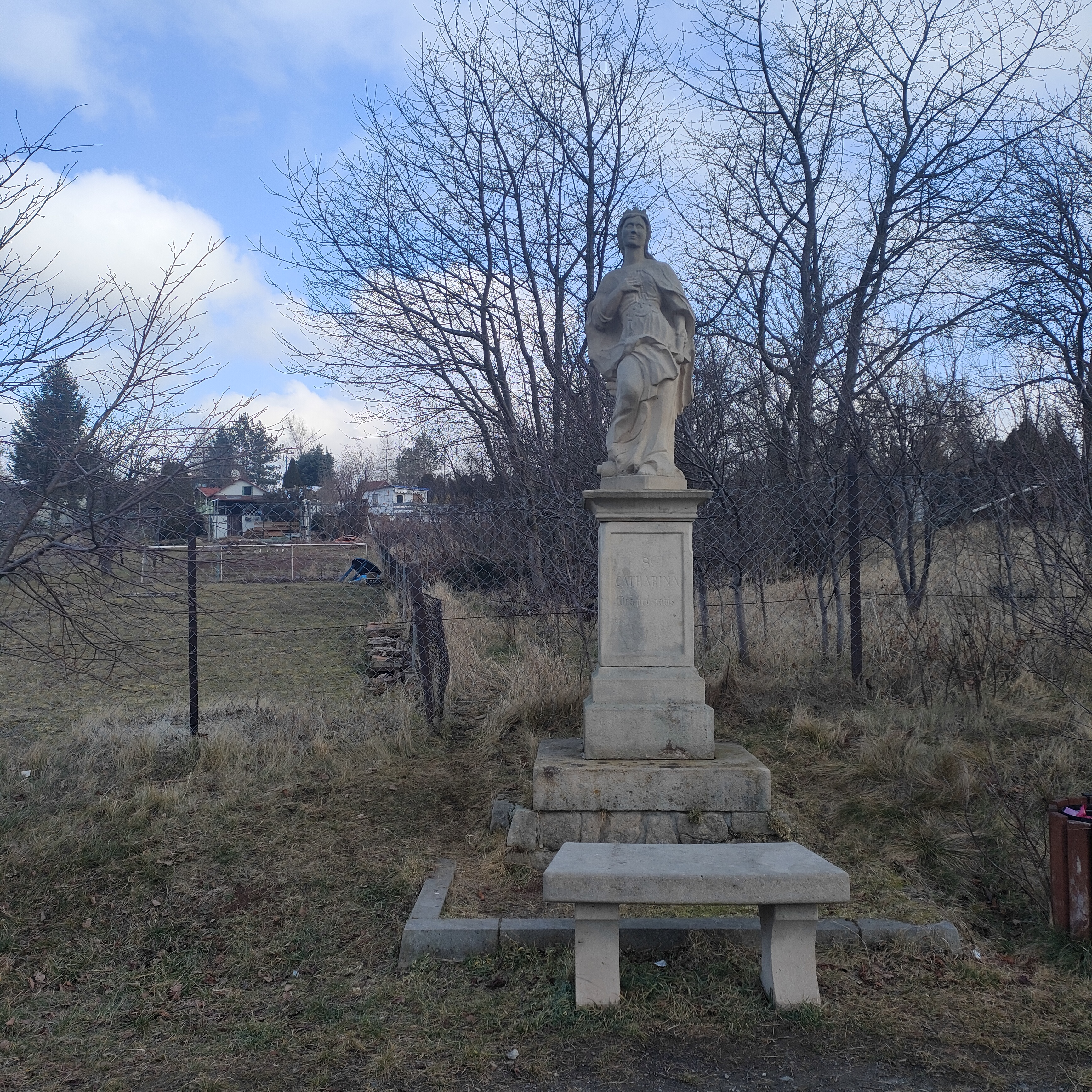
Radków
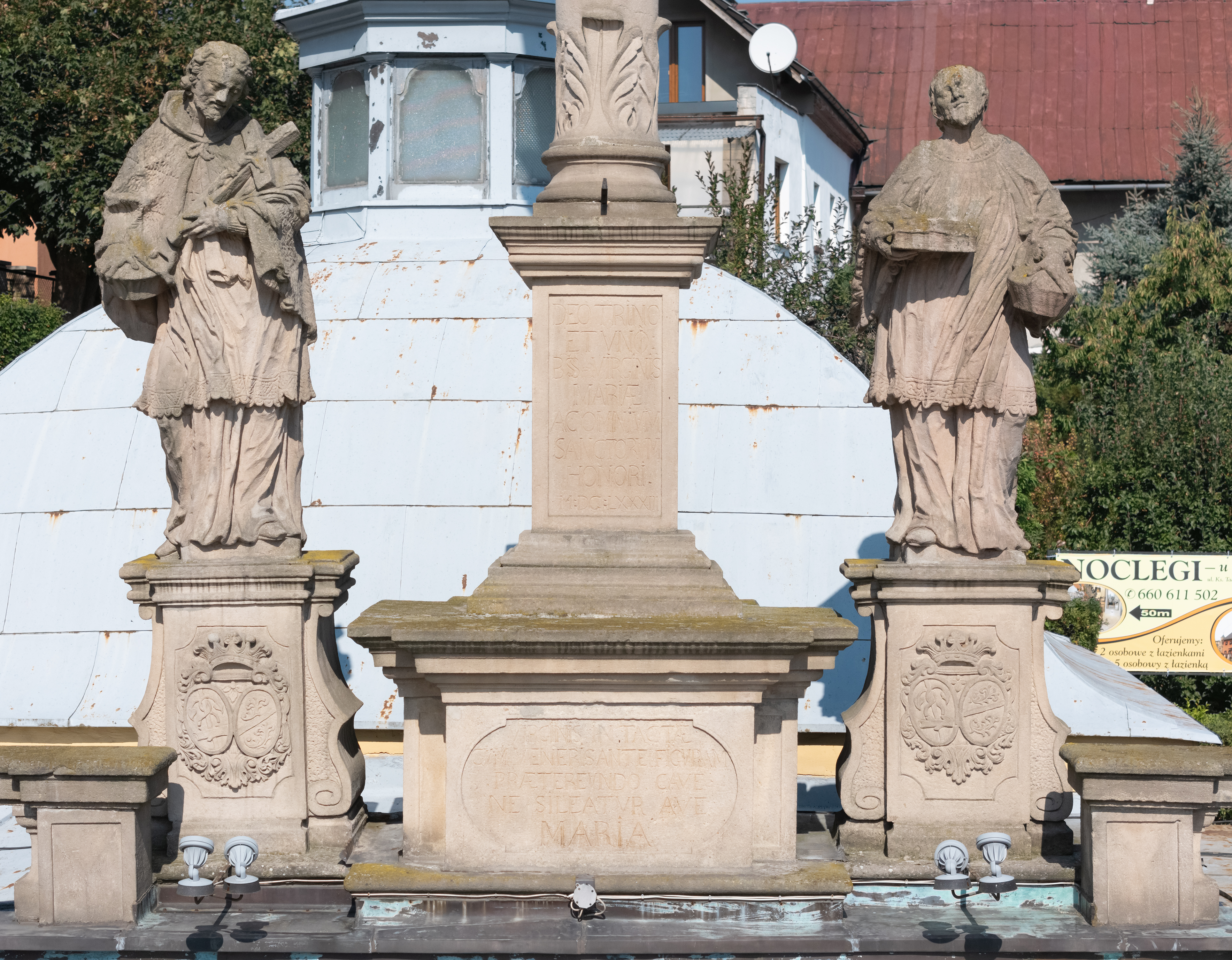
Wambierzyce